# Mistrzostwa Panamerykańskie w Judo 2013
Mistrzostwa panamerykańskie odbywały się w dniach 19–20 kwietnia 2013 roku w San José. W tabeli medalowej tryumfowali judocy z Brazylii.

## Klasyfikacja medalowa
| Miejsce | Państwo           |    |    |    | Razem |
| ------- | ----------------- | -- | -- | -- | ----- |
| 1       | Brazylia          | 9  | 2  | 7  | 18    |
| 2       | Kuba              | 4  | 6  | 3  | 13    |
| 3       | Stany Zjednoczone | 2  | 2  | 7  | 11    |
| 4       | Kanada            | 1  | 4  | 3  | 8     |
| 5       | Wenezuela         | 1  | 0  | 3  | 4     |
| 6       | Dominikana        | 1  | 0  | 2  | 3     |
| 7       | Meksyk            | 0  | 3  | 3  | 6     |
| 8       | Gwatemala         | 0  | 1  | 0  | 1     |
| 9       | Argentyna         | 0  | 0  | 3  | 3     |
| 10      | Kolumbia          | 0  | 0  | 2  | 2     |
| 11      | Ekwador           | 0  | 0  | 1  | 1     |
| .       | Portoryko         | 0  | 0  | 1  | 1     |
| Razem   | Razem             | 18 | 18 | 35 | 71    |

## Medaliści

### Mężczyźni
| Konkurencja: | Złoto:             | Srebro:                | Brąz:                                  |
| −55 kg       | Kelvin Vásquez     | Adonis Diaz            | Cristian Toala Armando Maita           |
| −60 kg       | Felipe Kitadai     | Nabor Castillo         | Abel Montero Nick Kossor               |
| −66 kg       | Luiz Revite        | Patrick Gagné          | Charles Chibana Bradford Bolen         |
| −73 kg       | Nicholas Delpopolo | Magdiel Estrada        | Bruno Mendonça Alejandro Clara         |
| −81 kg       | Victor Penalber    | Antoine Valois-Fortier | Travis Stevens Jonathan Fernandez      |
| −90 kg       | Asley González     | Tiago Camilo           | Alexandre Émond Jacob Larsen           |
| −100 kg      | Renan Nunes        | José Armenteros        | Dilyaver Sheykhislyamov Luciano Corrêa |
| ponad 100 kg | Rafael Silva       | Óscar Brayson          | Ramón Flores Alex García Mendoza       |
| Drużynowo    | Brazylia           | Kanada                 | Wenezuela Kuba                         |

### Kobiety
| Konkurencja: | Złoto:            | Srebro:           | Brąz:                             |
| −44 kg       | Milagros González | Evelyn Rodríguez  | Estefanía Soriano                 |
| −48 kg       | Sarah Menezes     | Dayaris Mestre    | Paula Pareto Edna Carrillo        |
| −52 kg       | Yanet Bermoy      | Luz Olvera        | Mónica Hernández Érika Miranda    |
| −57 kg       | Rafaela Silva     | Marti Malloy      | Melissa Rodríguez Ketleyn Quadros |
| −63 kg       | Maricet Espinosa  | Katherine Campos  | Hannah Martin Diana Velasco       |
| −70 kg       | Kelita Zupancic   | Onix Cortés       | Yuri Alvear Kayla Harrison        |
| −78 kg       | Mayra Aguiar      | Catherine Roberge | Keivi Pinto Amy Cotton            |
| ponad 78 kg  | Idalys Ortíz      | Heidy Abreu       | Melissa Mojica Rochele Nunes      |
| Drużynowo    | USA               | Meksyk            | Brazylia Kuba                     |